# Circonscription d'Agadir Ida-Outanane
La circonscription d'Agadir Ida-Outanane est la circonscription législative marocaine de la préfecture d'Agadir Ida-Outanane située en région Souss-Massa. Elle est représentée dans la Xe législature par Smail Choukri, Salah Elmalouki, M'Hamed El Oillaf et Abdallah Messaoudi.

## Historique des députations
| Législature | Début de mandat  | Fin de mandat    | Députés élus | Députés élus            | Députés élus | Députés élus             | Députés élus | Députés élus          | Députés élus | Députés élus          |
| ----------- | ---------------- | ---------------- | ------------ | ----------------------- | ------------ | ------------------------ | ------------ | --------------------- | ------------ | --------------------- |
| IXe         | 26 novembre 2011 | 7 octobre 2016   |              | Mohamed Bajalat (USFP)  |              | Abdallah Aberni (RNI)    |              | Abdallah Oubari (PJD) |              | Aissa Mkiki (PJD)     |
| Xe          | 8 octobre 2016   | 8 septembre 2021 |              | M'Hamed El Oillaf (RNI) |              | Abdallah Messaoudi (RNI) |              | Smail Choukri (PJD)   |              | Salah Elmalouki (PJD) |
| XIe         | 9 septembre 2021 | ?                |              | Hamid Ouahbi (PAM)      |              | Karim Achnkli (RNI)      |              | Jamal Diouani (PI)    |              | Hassan Oumrbite (PPS) |

## Historique des élections

### Découpage électoral d'octobre 2011

#### Élections de 2016
| Parti           | Parti                                                       | Voix    | %      | Député(s) élus     |  |
| --------------- | ----------------------------------------------------------- | ------- | ------ | ------------------ |  |
|                 | Parti de la justice et du développement (PJD)               | 36 504  | 49,50  | Smail Choukri      |  |
| Salah Elmalouki | Parti de la justice et du développement (PJD)               | 36 504  | 49,50  |                    |  |
|                 | Parti authenticité et modernité (PAM)                       | 15 011  | 20,35  | Hamid Ouahbi       |  |
|                 | Rassemblement national des indépendants (RNI)               | 7 804   | 10,58  | Abdallah Messaoudi |  |
|                 | Union socialiste des forces populaires (USFP)               | 3 758   | 5,10   |                    |  |
|                 | Fédération de la gauche démocratique (FGD)                  | 3 207   | 4,35   |                    |  |
|                 | Parti du progrès et du socialisme (PPS)                     | 2 955   | 4,01   |                    |  |
|                 | Parti de l'Istiqlal (PI)                                    | 2 356   | 3,19   |                    |  |
|                 | Parti de l'environnement et du développement durable (PEDD) | 562     | 0,76   |                    |  |
|                 | Mouvement populaire (MP)                                    | 264     | 0,36   |                    |  |
|                 | Union constitutionnelle (UC)                                | 220     | 0,30   |                    |  |
|                 | Parti de l'Espoir (PE)                                      | 196     | 0,27   |                    |  |
|                 | Parti démocrate national (PDN)                              | 179     | 0,24   |                    |  |
|                 | Mouvement démocratique et social (MDS)                      | 149     | 0,20   |                    |  |
|                 | Parti de la renaissance (PAN)                               | 122     | 0,17   |                    |  |
|                 | Parti de l'unité et de la démocratie (PUD)                  | 107     | 0,15   |                    |  |
|                 | Front des forces démocratiques (FFD)                        | 107     | 0,15   |                    |  |
|                 | Parti de la renaissance et de la vertu (PRV)                | 103     | 0,14   |                    |  |
|                 | Parti de la réforme et du développement (PRD)               | 86      | 0,12   |                    |  |
|                 | Parti de la gauche verte (PGV)                              | 59      | 0,08   |                    |  |
|                 |                                                             |         |        |                    |  |
| Inscrits        | Inscrits                                                    | 229 533 | 100,00 |                    |  |
| Abstentions     | Abstentions                                                 | 155 784 | 67,87  |                    |  |
| Exprimés        | Exprimés                                                    | 73 749  | 32,13  |                    |  |

#### Élections de 2021
| Parti       | Parti                                                       | Voix    | %      | Députés élus    |  |
| ----------- | ----------------------------------------------------------- | ------- | ------ | --------------- |  |
|             | Rassemblement national des indépendants (RNI)               | 50 829  | 51,68  | Karim Achnkli   |  |
|             | Parti authenticité et modernité (PAM)                       | 14 136  | 14,37  | Hamid Ouahbi    |  |
|             | Parti de l'Istiqlal (PI)                                    | 8 175   | 8,31   | Jamal Diouani   |  |
|             | Parti du progrès et du socialisme (PPS)                     | 7 103   | 7,22   | Hassan Oumrbite |  |
|             | Union socialiste des forces populaires (USFP)               | 7 091   | 7,21   |                 |  |
|             | Parti de la justice et du développement (PJD)               | 5 390   | 5,48   |                 |  |
|             | Alliance de la fédération de gauche (AGD)                   | 2 230   | 2,27   |                 |  |
|             | Mouvement populaire (MP)                                    | 954     | 0,97   |                 |  |
|             | Parti socialiste unifié (PSU)                               | 914     | 0,93   |                 |  |
|             | Front des forces démocratiques (FFD)                        | 660     | 0,67   |                 |  |
|             | Parti vert marocain (PVM)                                   | 255     | 0,26   |                 |  |
|             | Parti marocain libéral (PML)                                | 137     | 0,14   |                 |  |
|             | Parti de l'unité et de la démocratie (PUD)                  | 118     | 0,12   |                 |  |
|             | Parti de la liberté et de la justice sociale (PLJS)         | 84      | 0,09   |                 |  |
|             | Parti de l'environnement et du développement durable (PEDD) | 81      | 0,08   |                 |  |
|             | Parti de l'Espoir (PE)                                      | 71      | 0,07   |                 |  |
|             | Parti de la renaissance (PAN)                               | 54      | 0,05   |                 |  |
|             | Parti de l'équité (PRE)                                     | 41      | 0,04   |                 |  |
|             | Parti travailliste (PT)                                     | 21      | 0,02   |                 |  |
|             |                                                             |         |        |                 |  |
| Inscrits    | Inscrits                                                    | 271 969 | 100,00 |                 |  |
| Abstentions | Abstentions                                                 | 173 625 | 63,84  |                 |  |
| Exprimés    | Exprimés                                                    | 98 344  | 36,16  |                 |  |